# Povijest Međuzemlja
Povijest Međuzemlja je kolekcija od 12 svezaka objavljenih od 1983. do 1996. godine u kojima su prikupljeni materijali vezani uz izmišljeni svijet J. R. R. Tolkiena koje je prikupio i uredio njegov sin Christopher Tolkien. Dio sadržaja sastoji se od ranijih inačica već objavljenih djela, dok su drugi dijelovi novi materijali. Ove knjige su iznimno detaljne, često proučavajući komadić papira, bilješku na margini ili nečitak rukopis kako bi omogućile potpun uvid u razvoj dviju, triju ponekad i više različitih inačica odlomka koje su napisane jedna nakon druge. Christopher Tolkien dokumentirao je povijest pisanja priča o Međuzemlju s onoliko detalja s koliko je njegov otac zabilježio izmišljenu povijest samog Međuzemlja. Međutim, zna se za postojanje brojnih neobjavljenih tekstova u knjižnicama Bodleiana i "Marquette Universitya", te u drugim dokumentima u privatnom posjedu, poput Vilenjačkog jezičnog društva.
Prvih pet knjiga prati ranu povijest "Silmarilliona" i s njim povezanih tekstova.  Od šeste do devete knjige razmatra se razvoj Gospodara prstenova; deveta knjiga u obliku "The Notion Club Papers" govori o Númenoru. Deseta i jedanaesta knjiga vraćaju se na materijal Silmarilliona, uključujući Ljetopise Belerianda i Ljetopise Amana. Dvanaesta knjiga razmatra razvoj dodataka u Gospodaru prstenova te različitih tekstova iz zadnjih godina Tolkienova života.
1. Knjiga izgubljenih pripovijesti 1 (1983.)
2. Knjiga izgubljenih pripovijesti 2 (1984.)
3. Epovi Belerianda (1985.)
4. Oblikovanje Međuzemlja (1986.)
5. Izgubljena cesta i ostali tekstovi (1987.)
6. Povratak sjene (Povijest Gospodara prstenova s.1) (1988.)
7. Izdaja Isengarda (Povijest Gospodara prstenova s.2) (1989.)
8. Rat prstena (Povijest Gospodara prstenova s.3) (1990.)
9. Sauron poraženi (uključuje Povijest Gospodara prstenova s.4) (1992.)
10. Morgothov prsten (Kasniji Silmarillion s.1) (1993.)
11. Rat dragulja (Kasniji Silmarillion s.2) (1994.)
12. Narodi međuzemlja (1996.)

Ukupan pregled pod naslovom The History of Middle-earth: Index/Povijest Međuzemlja: Indeks izdan je šest godina poslije završetka serije, (2002.). godine.
Skraćena inačica devetog sveska, bez dijelova koji se tiču Gospodara prestenova, izdana je pod naslovom Kraj Trećeg doba.

## Vanjske poveznice
- Povijest i uvod u 12 svezaka "Povijesti međuzemlja"  Arhivirana inačica izvorne stranice od 31. svibnja 2007. (Wayback Machine)
- Detaljan popis sadržaja u svescima Povijesti međuzemlja i Nedovršenim pripovijestima